# 2014年中国大陆屏蔽谷歌服务事件
2014年中国大陆屏蔽谷歌服务事件指自2014年5月27日后，Google公司的各项服务遭到疑似来自中国官方的防火长城的恶意干扰，导致中国大陆地区的用户无法正常使用其服务的事件。自当天起，来自中国大陆的用户发现Google旗下的各个分站以及Google的其他服务（Google搜索、Google Play、Gmail等）均无法正常访问与使用，所有google.cn以外的Google服务均受影响无法使用，用户甚至无法登陆Google账户。然而，不同于2009年至2013年仅针对敏感时期的行为规律，六四25周年纪念日结束后攻击者对Google的干扰仍未停止。

## 背景事件
Google于2006年建立了服务器在中国大陆的google.cn，提供有限的Google服务，主要引进了Google网页搜索服务，接受上级监管部门的网络监管，根据要求删除搜索结果中的“有害信息”。
2010年3月23日，迫於受到由中國大陸發起的極光攻擊與苛刻的网络审查，Google宣布放棄中國市場並关闭了谷歌中国的搜索服务。在内地访问谷歌搜索將被重定向到服务器在海外的香港版本Google主页。Google香港站点可为大陆用户提供无审查的网页搜索服务。由于Google服务器在海外，未加密的流量在国际网络进出口会被GFW以关键词过滤等多种方法审查，在大陆访问Google香港常常会被断开连接而不稳定或载入速度异常缓慢，以达到减少大陆的Google流量的目的。Google在北京的合資企業"谷翔"仍在正常運營。
此后，随着HTTPS的逐渐普及，Google更多的在页面中使用SSL加密。2014年1月，谷歌主席施密特称将以加密技术进入中国和朝鲜等审查严格的市场。2014年3月，在中国大陆访问Google的流量开始强制使用SSL加密，这意味着GFW无法再使用关键词过滤来审查google.com.hk。
5月19日，美国以商业间谍罪起诉通缉來自中國人民解放軍61398部隊的五名軍方黑客並公開了來自安全機構Mandiant的入侵調查報告，引起中方不满并导致兩國关系紧张。2014年5月22日，中华人民共和国国家互联网信息办公室发布公告称，“为维护国家网络安全、保障中国用户合法利益”，并以此为目的，制定出网络安全审查制度。该政府机构认为，“关系国家安全和公共利益的系统使用的、重要信息技术产品和服务，应通过网络安全审查。”“对不符合安全要求的产品和服务，将不得在中国境内使用。”5月26日，中国国务院新闻办互联网新闻研究中心发布《美国全球监听行动纪录》（页面存档备份，存于），指责美国政府长期通过谷歌、微软等科技公司滲透中国大陆和香港网络。

## 过程
自2014年5月27日后，Google透明度报告显示来自中國大陆的流量自周五就开始明显地逐渐减少。原因是大量海外Google服务器的IP地址的443端口在中国大陆被封锁，且可用IP数量逐日下降，最终导致访问任何Google.cn以外的所有Google网页均出现连接超时错误，包括各个Google地区版域名。同时，谷歌在北京和上海的服务器也不再提供网页搜索等服务的反向代理，导致用户将很多Google服务用更改hosts的手段定位到内地服务器后打开主页提示HTTP 404。谷歌大陆服务器提供的谷歌地图和谷歌翻译等服务访问不受影响。2014年7月10日傍晚，域名被短暂解封，与此同时YouTube的加密版可以正常浏览，这引起网民的强烈反应，但翌日清晨再次遭到屏蔽。
自2014年12月26日起，Google旗下的电子邮件服务Gmail的POP3、IMAP、SMTP服务的IP地址在中国大陆境内遭到路由封锁。Google透明度报告中的流量监控也显示自25日起，Gmail在中国的流量接近零。。大量网友反映Gmail的IMAP、POP和SMTP服务从中国各地均无法连接，第三方邮箱客户端已经完全失效。同日开始，对Google的IP封锁更为严厉，大量VPN和翻墙软件也出现不能使用的情况。基于Google App Engine的软件Goagent由于Google IP可用度被进一步劣化，作者宣布放弃对GAE的支持。
2016年3月27日，Google網路服務短暂解封，原因是因为Google新近啟用了部分暂时没有被GFW封禁的服務器（现已完全封锁）。

## 各方回应

### 中国官方
中国官方并没有公开针对此事作出任何表态或回应，但有媒體认为此为因六四天安门事件25周年临近，中国政府出于“维稳”目的改变防火长城屏蔽策略所致。2014年12月29日，在中国外交部新闻发布会上，当媒体询问关于谷歌邮箱Gmail无法在中国连接的问题时，外交部发言人表示“不知情”。
2014年12月30日，中国官方媒体《环球时报》发表社论，宣称如果官方出于国家网络安全的考量封锁了Gmail，那么人们应该接受这一事实，并强调中国会一直保持开放姿态，欢迎谷歌等西方公司在中国大陆开展业务，但前提是要遵守相关法律和政策。

### Google
谷歌发言人对路透社说：“我们检查过了，问题似乎不是源自于我们这端。”

### 网民
2014年7月，有中国大陆网民向工信部请求政府信息公开，试图询问谷歌为何遭到当局封锁。但工信部在答复的文件中否认其曾下达封禁谷歌的命令。
2014年9月，居住在深圳的独立记者汪龙因长期无法登入Google而将中国联通告上法庭，深圳福田法院9月4日开庭审理了此案。他表示，从5月开始使用中国联通的网络无法访问Google、Gmail等网站，所以想透过法律解决此问题。被告的中国联通代理律师在法庭上也承认他们在律师事务所内使用中国电信网络也无法登陆Google。随后审判员作出结论：Google封锁与联通无关，但未有当庭宣判。目前汪龙已经被软禁，但仍然在新浪微博、Twitter上发布信息。此次事件在互联网引起了高度关注，被称为“封锁Google全球第一案”。不过，2014年9月11日，汪龙透过Twitter、微博、Google+等渠道表示，从当天起自己已被国保软禁在家中。

## 影响
对于这次封锁，很多经常需要用到谷歌服务来搜索国外网站的网民表示“太突然”。来自中国大陆的Google用户明显受到该事件的冲击，采用Android系统的手机用户无法使用Google Play等服务。而一些运行在Google服务器下的网站尽管没有被GFW封锁，但也因谷歌被封受到波及，无法访问，如：Snapchat和Android首页等。
屏蔽谷歌亦殃及在中国的企业，短时间内使得办公效率受到影响。大多数跨国公司因为使用公司的专线，并不受公共国际出口限制，可以用于访问谷歌。本土企业如因为业务需要访问谷歌，也需要购买搭建国际专线，付出一定的额外成本。

## 应对措施
由于Google采用了任播技术来实现就近内容分发，用户曾经可以通过自行更改hosts等手段但是要注意使用HTTPS来上Google的网站，将特定域名映射到尚未遭到封锁的IP上，从而得以正常使用Google的服务。但目前Google旗下位于中国大陆境外的大多数服务器的IP地址均已被封锁，该方法基本失效。